# 116 000

Karta över Europa med de länder där 116 000 fungerar markerade i blått.

116 000 är ett gratis-telefonnummer som ger omedelbart stöd när barn försvinner i EU och fyra länder till i västra Europa.
Samtalen besvaras av lokal personal som fått utbildning av organisationer specialiserade på handläggning av försvunna barn och bistår med såväl psykologisk, som administrativ och juridisk hjälp om så behövs.
Numret reserverades av EU-kommissionen på grund av en rad olika skäl. Först och främst eftersom företeelsen med försvunna barn blir ett allt mer gränsöverskridande problem vartefter som Schengenområdet expanderar. För det andra är snabba åtgärder i fall av försvinnande av avgörande betydelse. En rapport från USA Office of Juvenile Justice and Delinquency Prevention tyder på att 76,2% av barnen som mördas efter att ha varit bortförda är döda inom de första tre timmarna efter försvinnandet.
Dessutom behöver föräldrar stöd av en organisation specialiserad på att hantera sådana fall. Det finns även behov av att kommunicera om ett försvunnet barn över nationsgränserna.

## Bakgrund
Utvecklingen av ett nödnummer för försvunna barn som kan ringas upp var som helst i Europa har varit överst på dagordningen för Missing Children Europe, den icke-statliga organisationen bakom numret sedan 2005.
Den 15 februari 2007 beslutade EU-kommissionen att det fanns behov av en sådan Europaomfattande insats och skickade en begäran till alla medlemsstater att reservera 116 000 som larmnummer för försvunna barn.
Den 25 maj 2009 införde nio medlemsstater numret. Genomförandet sker på nationell nivå.
116 000 har tilldelats Fundación ANAR i Spanien  och Missing People in the UK (och försvunna personer i Storbritannien). Numret var i full drift i dessa länder mot slutet av 2010. 

## Sverige
I Sverige sköts 116 000 av SOS Alarm. Post- och telestyrelsen tog beslut den 7 december 2007 om att införa numret och reserverade det i nummerplanen. Den 1 november 2013 började det nya numret att gälla. 
Syftet är att avlasta befintliga nödnummer som t.ex. 112 och till 116 000 ska alla kunna ringa när ett barn försvinner. Här får man råd och stöd men man kan också lämna information om det inträffade. 
I Sverige kan organisationer ansöka om att få använda numret och två andra nummer för liknande telefonjourtjänster :
- 116 000 - avsedd för rapportering av saknade barn.
- 116 111 - för hjälpsökande barn.
- 116 123 - för känslomässigt stöd.